# Grand Prix Cycliste de Montréal 2011
2. edycja wyścigu kolarskiego Grand Prix Cycliste de Montréal odbyła się w dniu 11 września 2011 roku i liczyła 205,7 km. Start i meta wyścigu znajdowała się w Montrealu. Wyścig ten figuruje w rankingu światowym UCI World Tour 2011.
Zwyciężył po raz pierwszy w tym wyścigu Portugalczyk Rui Costa z grupy Team Movistar, dla którego było to pierwsze zwycięstwo w zawodach UCI World Tour 2011. Drugi był Francuz Pierrick Fédrigo, a trzeci Belg Philippe Gilbert.
Na starcie pojawiło się dwóch polskich kolarzy, reprezentujących włoską grupę Liquigas-Cannondale – Maciej Paterski (zajął 60. miejsce) i Sylwester Szmyd (ukończył wyścig na 67. miejscu).

## Uczestnicy
Na starcie wyścigu stanęły 22 ekipy. Wśród nich znalazło się osiemnaście ekip UCI World Tour 2011 oraz cztery inne zaproszone przez organizatorów. 
Lista drużyn uczestniczących w wyścigu:
| Numery  | Kod | Drużyna            |
| ------- | --- | ------------------ |
| 1-8     | RAB | Rabobank           |
| 11-18   | GRM | Garmin-Cervelo     |
| 21-28   | OLO | Omega Pharma-Lotto |
| 31-38   | SKY | Procycling Sky     |
| 41-48   | EUS | Euskaltel-Euskadi  |
| 51-58   | LEO | Team Leopard-Trek  |
| 61-68   | BMC | BMC Racing Team    |
| 71-78   | THR | HTC - Highroad     |
| 81-88   | LAM | Lampre ISD         |
| 91-98   | SBS | Saxo Bank Sungard  |
| 101-108 | RSH | Team RadioShack    |

| Numery  | Kod | Drużyna                 |
| ------- | --- | ----------------------- |
| 111-118 | LIQ | Liquigas-Cannondale     |
| 121-128 | KAT | Team Katusha            |
| 131-138 | AST | Pro Team Astana         |
| 141-148 | MOV | Team Movistar           |
| 151-158 | QST | Quick Step Cycling Team |
| 161-168 | ALM | AG2R-La Mondiale        |
| 171-178 | VCD | Vacansoleil-DCM         |
| 181-188 | EUR | Europcar                |
| 191-198 | FDJ | FDJ                     |
| 201-208 | COF | Cofidis                 |
| 211-218 | CSM | SpiderTech-C10          |

## Klasyfikacja generalna
| M-ce | Imię i nazwisko     | Kraj       | Drużyna            | Czas       |
| ---- | ------------------- | ---------- | ------------------ | ---------- |
| 1.   | Rui Costa           | Portugalia | Team Movistar      | 5h 20' 18" |
| 2    | Pierrick Fédrigo    | Francja    | FDJ                | + 0"       |
| 3    | Philippe Gilbert    | Belgia     | Omega Pharma-Lotto | + 2"       |
| 4    | Jürgen Roelandts    | Belgia     | Omega Pharma-Lotto | + 2"       |
| 5    | Stefan Denift       | Austria    | Leopard Trek       | + 2"       |
| 6    | Daniele Pietropolli | Włochy     | Lampre ISD         | + 4"       |
| 7    | Marco Marcato       | Włochy     | Vacansoleil-DCM    | + 4"       |
| 8    | Arthur Vichot       | Francja    | FDJ                | + 4"       |
| 9    | Rinaldo Nocentini   | Włochy     | AG2R-La Mondiale   | + 4"       |
| 10   | Fabian Wegmann      | Niemcy     | Leopard Trek       | + 4"       |